# 尾碕真花
尾碕 真花（おさき いちか、2000年12月2日 - ）は、日本の女優。アイドルグループX21の元メンバー。
高知県高知市出身。オスカープロモーション所属。

## 略歴
2012年、第13回全日本国民的美少女コンテストで審査員特別賞を受賞。当初はモデル志望だったが、同コンテストのファイナリストにより結成されたアイドルグループ「X21」のメンバーとなり、2018年のグループ解散時まで活動。
2016年3月26日、土曜ワイド劇場『タクシードライバーの推理日誌39』（テレビ朝日）でテレビドラマ初出演を果たし、女優デビュー。
2018年12月から2019年1月に放送されたオトナの土ドラ『さくらの親子丼2』（東海テレビ・フジテレビ）で民放連続ドラマ初出演。
2019年2月18日、堀越高等学校を卒業。同年3月スタートのスーパー戦隊シリーズ『騎士竜戦隊リュウソウジャー』（テレビ朝日）で、ヒロイン・アスナ / リュウソウピンク役に起用される。
2023年11月10日、映画『4日間 FOUR DAYS, TOKIO』で映画初主演。
2025年1月10日（9日深夜）から放送の『コールミー・バイ・ノーネーム』（毎日放送）でテレビドラマ初主演（工藤美桜とのダブル主演）。

## 人物
趣味は絵を描くことや食べること、特技はどこでも寝られること。食事に関しては寿司25皿やステーキ450グラムを完食するエピソードをもっており、『リュウソウジャー』での役柄にも反映されている。一方、見ただけでビクッとしてしまうと言うほど鳩が苦手。
『リュウソウジャー』を含むスーパー戦隊シリーズについては、自分がテレビ朝日系列局のない高知県に中学卒業までいたこともあり、スーパー戦隊シリーズはテレビ高知（TBS系列局）で放送されているもののほとんど見る機会がなく、全く知ることがなかった。本格的に見るようになったのは、『リュウソウジャー』のアスナ役に決まった後に録画して見始めた前作『快盗戦隊ルパンレンジャーVS警察戦隊パトレンジャー』だった。
『リュウソウジャー』でチーフプロデューサーを務めた丸山真哉は尾碕を起用した理由について、オーディションでの斜に構えた感じなどが他の女性参加者から浮いており、それが紅一点として男性陣と並んだときに活きるのではないかと考えたことを挙げている。監督の坂本浩一は、尾碕について「可愛い」にも「綺麗」にも寄せない天真爛漫なキャラクターが従来のヒロインとは異なる雰囲気で面白いと評している。リュウソウピンクのスーツアクターを務めた下園愛弓は、尾碕の手足の長さを評価しており、アクションでもハイキックや膝ターンなどの足技を取り入れている。

## 出演

### テレビドラマ
- タクシードライバーの推理日誌39（2016年3月26日、テレビ朝日） - 島本エリカ 役
- 広域警察8（2017年1月14日、朝日放送テレビ） - 沢村美沙（少女期） 役
- 静おばあちゃんにおまかせ 第2話（2018年3月30日、テレビ朝日） - 石橋知佳 役
- 警視庁捜査資料管理室 (仮) 第3話・第4話（2018年10月15日・22日、BSフジ） - 松永加奈子 役（写真のみ）
  - 警視庁捜査資料管理室〜BACK TO THE 音楽教室転落死事件〜（2020年3月8日） - 松永加奈子 役
  - 警視庁捜査資料管理室スペシャル（2020年3月14日）
- さくらの親子丼2（2018年12月1日 - 2019年1月26日、東海テレビ・フジテレビ） - 藤島玲奈 役[5][15][16][17][18]
- 仮面ライダージオウ 第13話・第14話（2018年12月2日・9日、テレビ朝日） - ミカ 役[19]
- 騎士竜戦隊リュウソウジャー（2019年3月17日 - 2020年3月1日、テレビ朝日） - ヒロイン・アスナ / リュウソウピンク 役[7]
- 遺留捜査 第6シリーズ 第5話（2021年2月11日、テレビ朝日・東映） - 笠原春奈 役[20]
- 特捜9 Season4 第6話（2021年5月12日、テレビ朝日・東映） - 神崎えりな 役[21][22]
- 女の戦争〜バチェラー殺人事件〜（2021年7月3日 - 8月7日、テレビ東京） - 森下一香 役[23]
- ショートショート劇場『こころのフフフ』（2021年8月15日、WOWOWオンデマンド） - 森山芽衣 役[24][25]
- 卒業タイムリミット 第12話 - 最終話（2022年4月21日 - 5月12日、NHK総合） - レナ 役
- 妖怪シェアハウス-帰ってきたん怪- 第4話 - 最終話（2022年4月30日 - 6月4日、テレビ朝日） - 白鳥芽衣 役[26]
- 大河ドラマ 鎌倉殿の13人 第21回 - 第25回（2022年5月29日 - 6月26日、NHK） - あき（北条時政の娘） 役[27]
- 嫌われ監察官 音無一六 season1 第6話・最終話（2022年6月10日・17日、テレビ東京） - 畑山由衣 役
- 晩酌の流儀 第7話（2022年8月12日、テレビ東京） - 天野雫 役[28]
- 早朝始発の殺風景 第1話・第2話・最終話（2022年11月4日・11日・12月9日、WOWOW） - ノギ 役[29]
- 警視庁ゼロ係～生活安全課なんでも相談室〜愛と涙のさよならスペシャル（2022年11月7日、テレビ東京） - 戸田美雪 役[30]
- NHKスペシャル「南海トラフ巨大地震」（2023年3月4日、NHK総合） - 藤滝真夏 役[31]
- この素晴らしき世界 第2話・第6話・最終話（2023年7月27日・8月24日・9月14日、フジテレビ） - 比嘉亜美 役[32][33]
  - この素晴らしき世界 特別編（2023年9月21日）
- 心霊内科医 稲生知性2 第1話（2023年12月26日、フジテレビ） - 沙織 役
- 福岡恋愛白書19「夏休みのヤンキー君」（2024年3月22日、九州朝日放送） - 葉子 役[34]
- あなたの恋人、強奪します 第9話・最終話（2024年6月9日・16日、朝日放送テレビ・テレビ朝日） - 篠原楓 役[35]
- 連続テレビ小説 虎に翼（2024年8月13日 - 9月27日、NHK）- 星（吉川）のどか 役[36][37][38]
- Qrosの女 スクープという名の狂気 第4話・最終話（2024年10月28日・12月9日、テレビ東京） - マーヤ 役[39]
- 忘れっぽいハムレット（2024年11月9日、テレビ愛知） - 田中美紅 役
- 新・暴れん坊将軍（2025年1月4日、テレビ朝日） - ひさめ（徳川家重の御庭番） 役
- コールミー・バイ・ノーネーム（2025年1月10日 - 2月28日、毎日放送） - 主演・古橋琴葉 役（工藤美桜とのダブル主演）[9]
- 怖い絵本 シーズン8「おめん」（2025年3月1日、NHK Eテレ） - 後輩 役[40][41]
- 介護スナック ベルサイユ（2025年3月22日・29日、東海テレビ・フジテレビ） - 主演・小日向柊  役[42]
- シンデレラ クロゼット（2025年7月2日 - 、TBS） - 主演・福永春香 役（松本怜生とダブル主演）[43]
- 明日はもっと、いい日になる（2025年7月7日 - 、フジテレビ） - 安西夢乃 役[44]

### 映画
- 昼顔（2017年6月10日、東宝）
- ちはやふる -結び-（2018年3月17日、東宝） - 紗英 役
- スーパー戦隊シリーズ（東映） - ヒロイン・アスナ / リュウソウピンク 役
  - 騎士竜戦隊リュウソウジャー THE MOVIE タイムスリップ!恐竜パニック!!（2019年7月26日）[45]
  - 劇場版 騎士竜戦隊リュウソウジャーVSルパンレンジャーVSパトレンジャー（2020年2月8日）[46]
  - 騎士竜戦隊リュウソウジャー 特別編 メモリー・オブ・ソウルメイツ（2021年2月20日）[47]
- 血ぃともだち（2020年2月10日、さぬき映画祭上映・2022年2月5日） - 墨田仁子 役
- 妖怪シェアハウス -白馬の王子様じゃないん怪-（2022年6月17日、東映） - 白鳥芽衣 役[26]
- IF I STAY OUT OF LIFE...?（2022年9月24日、ソニー・ミュージックレーベルズ）[48]
- 宇宙人のあいつ（2023年5月19日、ハピネットファントム・スタジオ）[49]
- 4日間 FOUR DAYS, TOKIO（2023年11月10日、ミドルウエスト） - 主演・ユウキ 役[8]

### ウェブドラマ
- 1分港区おじさん（2018年3月、YouTube） - 船田マリア 役
- 息をひそめて 第7話・第8話（2021年5月14日・21日配信、Hulu） - 伊藤咲 役[50]
- 全裸監督 シーズン2（2021年6月24日、Netflix） - 有木瞳 役
- 騎士竜戦隊リュウソウジャー THE LEGACY OF The Master's Soul（2021年10月17日、東映特撮ファンクラブ） - ヒロイン・アスナ 役[51]
- 会社は学校じゃねぇんだよ 新世代逆襲編 第2話 - 最終話（2021年10月28日 - 12月9日、AbemaTV） - 吉沢乃亜 役
- 恋愛バトルロワイヤル（2024年8月29日、Netflix） - 小森恵麻 役[52]
- 家族写真〜私と母と義父と、少しだけ父の話〜（2025年4月7日 - 5月4日、TRAIN TV） - 主演・武田美宇 役[53]

### ラジオドラマ
- 青春アドベンチャー（NHK-FM）
  - 『死にたがりの君に贈る物語』（2024年1月8日 - 19日）[54] - 佐藤友子 役
- FMシアター （NHK-FM）
  - 『海のお城がくれた夏』（2024年11月23日） - 波多野瑠美 役[55]

### オリジナルビデオ
- 魔進戦隊キラメイジャーVSリュウソウジャー（2021年8月4日、東映ビデオ） - アスナ / リュウソウピンク 役[56]

### バラエティ
- テストの花道 ニューベンゼミ（2017年4月3日 - 2018年3月26日、NHK Eテレ）
- オスカル!はなきんリサーチ（2020年4月3日 - 9月19日、テレビ朝日） - MC[57]
- オスカルイーツ Oscar Eats（2020年10月8日 - 2021年3月25日、テレビ朝日） - 料理担当[58]
- イチカイチエ（2021年10月9日 - 2022年3月19日、テレビ神奈川） - ナビゲーター[59]
- あざとくて何が悪いの?（2021年7月3日、テレビ朝日）[60]
- 自転車で高知が変わる!?（2023年4月14日、NHK高知）[61]

### 舞台
- RYOMA〜アメリカ第51番州ニッポン〜（2016年、博品館劇場） - マイカ 役
- 二進法の彼女（2016年、小劇場てあとるらぼう） - ルカ 役
- GIRLS PRISON OPERA（2017年、ワーサルシアター） - 樋渡那々 役
- 二進法の砂（2017年11月8日 - 13日、劇場MOMO） - リサ 役
- 放課後戦記 横浜公演（2017年、横浜0-SITE） - 親河和枝 役
- 清らかな水のように～私たちの1945～（2018年、新宿シアターモリエール） - Bチーム主演・ありさ 役
- 六番目の小夜子（2022年1月7日 - 16日、新国立劇場 小劇場） - 花宮雅子 役[62]

### 玩具
- 騎士竜戦隊リュウソウジャー リュウソウケン -MEMORIAL EDITION-（2020年9月）
- 騎士竜戦隊リュウソウジャー ガイソーケン -MEMORIAL EDITION-（2022年2月）

### その他
- 家族写真 第2章 - （2025年4月14日 - 、TRAIN TV） - 武田美宇 役[63]

## 作品

### 写真集
- いちか（2019年12月6日、小学館、撮影：Takeo Dec.）ISBN 978-4-09-682321-7[64]

### デジタル写真集
- 尾碕真花写真集「19歳のいちか、癒やしのバイブル」（2020年5月22日、集英社「週プレ PHOTO BOOK」、撮影：栗山秀作）ASIN B087Z44WKZ

## ディスコグラフィ

### キャラクターソング
| 発売日        | 商品名                                                | 歌                 | 楽曲                          | 備考                                             |
| ------------- | ----------------------------------------------------- | ------------------ | ----------------------------- | ------------------------------------------------ |
| 2020年2月19日 | 騎士竜戦隊リュウソウジャー キャラクターソングアルバム | アスナ（尾碕真花） | 「トキメキ☆マイティーガール」 | テレビドラマ『騎士竜戦隊リュウソウジャー』関連曲 |
| 2020年3月18日 | 騎士竜戦隊リュウソウジャー 全曲集                     | アスナ（尾碕真花） | 「トキメキ☆マイティーガール」 | テレビドラマ『騎士竜戦隊リュウソウジャー』関連曲 |